# Hypena montana
Hypena montana là một loài bướm đêm trong họ Erebidae.